# Access to Arasaka
Access to Arasaka est un musicien de musique électronique américain.

## Discographie

### Albums
- 2007 : METAX (illphabetik)
- 2009 : Oppidan (Tympanik Audio, Spectraliquid)
- 2010 : void(); (Tympanik Audio)
- 2011 : Geosynchron (Tympanik Audio)

### EP
- 2006 : Korova (auto-produit)
- 2007 : A Sky Now Starless (auto-produit)
- 2007 : Cassiopeia (auto-produit)
- 2007 : Vessel (auto-produit)
- 2007 : :Port (illphabetik)
- 2010 : ==null (auto-produit)
- 2011 : Orbitus (Tympanik Audio)
- 2011 : Aleph (Tympanik Audio)
- 2013 : Écrasez l'infâme (CRL Studios)[1]